# Ambassade de Cuba aux États-Unis
L'ambassade de Cuba à Washington D.C, est la représentation diplomatique de la république de Cuba aux États-Unis. Elle est située au 2630 Northwest 16th Street, dans le quartier Adams Morgan de Washington, DC. Le bâtiment a été construit à l'origine en 1917 en tant qu'ambassade de Cuba, et a été utilisé comme tel jusqu'à ce que les États-Unis rompent leurs relations diplomatiques avec Cuba en 1961. Il a été rouvert en tant qu'ambassade le 20 juillet 2015, dans le contexte du dégel cubain.
L'ambassadrice est, depuis janvier 2021, Lianys Torres Rivera,,.

## Histoire
De 1977, à la suite d'un accord entre Fidel Castro et Jimmy Carter, jusqu'en juillet 2015, le bâtiment a fonctionné en tant que section des intérêts de la République de Cuba à Washington, D.C, représentant les intérêts cubains aux États-Unis. La section des intérêts cubains et son homologue, la section des intérêts américains à La Havane, fonctionnaient comme des sections des ambassades de Suisse, mais étaient indépendantes dans tous les domaines. Les deux pays n'ont pas eu de relations diplomatiques officielles avant 2015, ces sections faisant office d'"ambassades de facto". Entre 1991 et 2015, la Suisse a été la puissance protectrice de Cuba aux États-Unis. 
En 2003, le gouvernement américain a ordonné l'expulsion de 14 fonctionnaires affectés à la section des intérêts cubains à Washington et à la représentation cubaine auprès des Nations unies à New York. 
Le 19 mai 1979, le groupe terroriste anti-castriste Omega 7 (en) fait exploser une bombe dans le bâtiment, ce qui a causé d'autres dommages au bâtiment voisin, l'ambassade de Lituanie. L'année précédente, en 1978, le bâtiment avait déjà été la cible d'un attentat du groupe Coordination des organisations unies révolutionnaires (CORU, en).
Le 17 décembre 2014, à l'issue d'un dialogue entre les représentants des deux nations, Barack Obama, des États-Unis, et Raúl Castro, de Cuba, ont annoncé des pourparlers en vue de rétablir les relations diplomatiques entre les deux pays. La déclaration contenait 13 points sur l'établissement des relations diplomatiques, les questions économiques, les voyages, les communications, la frontière maritime et les droits de l'homme. 
Le 1er juillet 2015, le président américain Barack Obama annonce, après 54 ans, le rétablissement officiel des relations diplomatiques entre les États-Unis et Cuba. Le bâtiment reprend son rôle d'ambassade de Cuba à Washington, D.C, le 20 juillet 2015, lorsque trois membres de la garde d'honneur présidentielle, en tenue de cérémonie, hissent le drapeau cubain et qu'une plaque est dévoilée sur la clôture du bâtiment. La cérémonie d'inauguration, à laquelle assistent 500 personnes, est dirigée par le ministre cubain des Affaires étrangères, Bruno Rodríguez. La cérémonie est marquée par l'interprétation de l'hymne cubain. La secrétaire d'État adjointe pour l'Amérique latine, Roberta Jacobson, est la représentante officielle du gouvernement américain lors de la cérémonie,,.

## Architecture
Le bâtiment de l'ambassade est une maison néoclassique de trois étages, située entre les ambassades de Lituanie et de Pologne, dans un quartier où se trouvaient autrefois les résidences des ambassadeurs dans la capitale américaine. Il abrite également le Hemingway Bar, ouvert en 2011 et dédié à l'écrivain américain Ernest Hemingway,.

## Représentants diplomatiques

### Chefs de la section des intérêts cubains
| Période   | Nom                                  |
| --------- | ------------------------------------ |
| 1977-1989 | Ramón Sánchez-Parodi Montoto         |
| 1989-1992 | José Antonio Arbesú Fraga            |
| 1992-1998 | Alfonso Fraga                        |
| 1998-2001 | Fernando Ramírez de Estenoz-Barciela |
| 2001-2007 | Dagoberto Rodríguez Barrera          |
| 2007-2012 | Jorge Bolaños Suárez                 |
| 2012-2015 | José Ramón Cabañas Rodríguez         |

### Ambassadeurs
| Période     | Nom                          |
| ----------- | ---------------------------- |
| 2015-2020   | José Ramón Cabañas Rodríguez |
| Depuis 2021 | Lianys Torres Rivera         |